# Borgo Tossignano
Borgo Tossignano és un comune (municipi) de la Ciutat metropolitana de Bolonya (antiga província de Bolonya), a la regió italiana d'Emilia-Romagna, situat uns 30 km al sud-est de Bolonya.
L'1 de gener de 2018 tenia 3.240 habitants.
Limita amb els següents municipis: Casalfiumanese, Casola Valsenio, Fontanelice, Imola i Riolo Terme.

## Ciutats agermanades
Borgo Tossignano està agermanat amb:
- Ripalimosani, Itàlia